# Helconichia trichiops
Helconichia trichiops är en stekelart som beskrevs av Michael J. Sharkey och Robert A.Wharton 1994. Helconichia trichiops ingår i släktet Helconichia och familjen bracksteklar. Inga underarter finns listade i Catalogue of Life.